# Вицепремиер по земеделието, горите, околната среда и водите
Заместник-председателят на Министерският съвет на Народна република България по земеделието,горите, природната среда и водите до 1990г и Заместник-министър-председателят на Република България по земеделието,горите, околната среда и водите от 1995г  е висш държавен правителствен пост и орган на държавната влст за управление и координиране на държавната политика в областта на земеделието, горите , околната среда и водите  който в по голямата част от съществуването си координира дейността на министърът на земеделието , министърът на горите - до 1986г, министърът на земеделието и горите -от март 1986 до декември 1986г ,председателят на Държавният комитет за опазване на природната среда - до 1990г и министърът на околната среда и водите -от 1997 до сега, а в отделни периоди от съществуването си -през периода март 1986 до декември 1988г ръководи държавната политика в земеделието, горите , околната среда и водите , тъй като през декември 1986 - август 1987г Заместник-председателят на Министерският съвет на НРБ по този ресор е и председател на Съветът по селско и горско стопанство при Министеският съвет, а от август 1987 до декември 1988г министърът на земеделието и горите на НРБ има и ранг и правомощия на вицепремиер , наред с министерските си правомощия, а от декември 1989г отново Заместник-председател на Министерският съвет координира дейността на земеделието , горите , водите и околната среда. През 1995г е учереден постът на Заместник-министър-председател по земеделието , горите , водите и околната среда който координира дейността на министърът на земеделието и хранителната промишленост , с излкючение на периодът януари 1996- юни 1996г когато постовете Заместник-министър-председател по земеделието , горите , водите и околната среда  и министър на земеделието и хранителната промишленост се заемат от едно и също лице.През 1997 длъвността на Заместник-министър-председател по земеделието , горите , водите и околната среда е премахната и е възстановена през 2005 , като отново е премахната в 2009 и възстановена в  декември 2021г.

## Заемали длъжността
| № | Имена (роден)               | Начало на мандата | Край на мандата  | Продължителност (дни) | Партия или коалиция          | Правителство |
| --- | --------------------------- | ----------------- | ---------------- | --------------------- | ---------------------------- | ------------ |
| Заместник-председател на Министерският съвет по земеделието, горите , прородната среда и водите (от 1981 до 1986 г.)                                                                                |                             |                   |                  |                       |                              |              |
| 1 | Григор Стоичков (р. 1926)   | 18 юни 1981       | 19 юни 1986      | 1827                  | БКП                          | Филипов      |
| Заместник-председател на Министерският съвет по земеделието , горите , природната среда и водите и председател на Съветът по селско и горско стопанство при Министерският съвет ( от 1986 до 1987г) |                             |                   |                  |                       |                              |              |
| 2 | Алекси Иванов (р. 1922)     | 25 декември 1986  | 19 август 1987   | 237                   | БЗНС                         | Атанасов     |
| Министър на земеделието и горите с ранг на заместник-председател на Министерският съвет (от 1987 до краят на 1988г.)                                                                                |                             |                   |                  |                       |                              |              |
| 3 | Алекси Иванов (р. 1922)     | 19 август 1987    | 19 декември 1988 | 488                   | БЗНС                         | Атанасов     |
| Заместник-председател на Министерският съвет по земеделието, горите , природната среда, водите и бедствията и авариите (от 1989 до 1990 г.)                                                         |                             |                   |                  |                       |                              |              |
| 4 | Надя Аспарухова (р. 1942)   | 18 декември 1989  | 8 февруари 1990  | 52                    | БКП                          | Атанасов     |
| Заместник-министър-председател по земеделието, горите , водите и околната среда ( от 1995 до 1997г г.)                                                                                              |                             |                   |                  |                       |                              |              |
| 5 | Светослав Шиваров (р. 1944) | 25 януари 1995    | 12 февруари 1997 | 749                   | БЗНС Александър Стамболийски | Виденов      |
| Заместник-министър-председател отговарящ за икономиката , земеделието , горите и храните ( от 2005 до 2009г.)                                                                                       |                             |                   |                  |                       |                              |              |
| 6 | Ивайло Калфин (р. 1964)     | 17 август 2005    | 27 юли 2009      | 1440                  | БСП                          | Станишев     |
| Заместник-министър-председател по икономиката , земеделието , горите и храните ( от 2021 до 2022г.)                                                                                                 |                             |                   |                  |                       |                              |              |
| 7 | Корнелия Нинова (р. 1969)   | 13 декември 2021  | 2 август 2022    | 232                   | БСП                          | Петков       |
| Заместник-министър-председател по икономиката , земеделието , горите и храните ( 2022г.) |                             |                   |                  |                       |                              |              |
| 8 | Христо Алексиев (р. 1980)   | 2 август 2022     | независим        | Донев                 |                              |              |